# Neocallitropsis pancheri
Neocallitropsis es un género monotípico de conífera perteneciente a la familia Cupressaceae. Su única especie: Neocallitropsis pancheri, es originaria de  Nueva Caledonia, donde se encuentra en poblaciones salteadas a lo largo de los ríos.

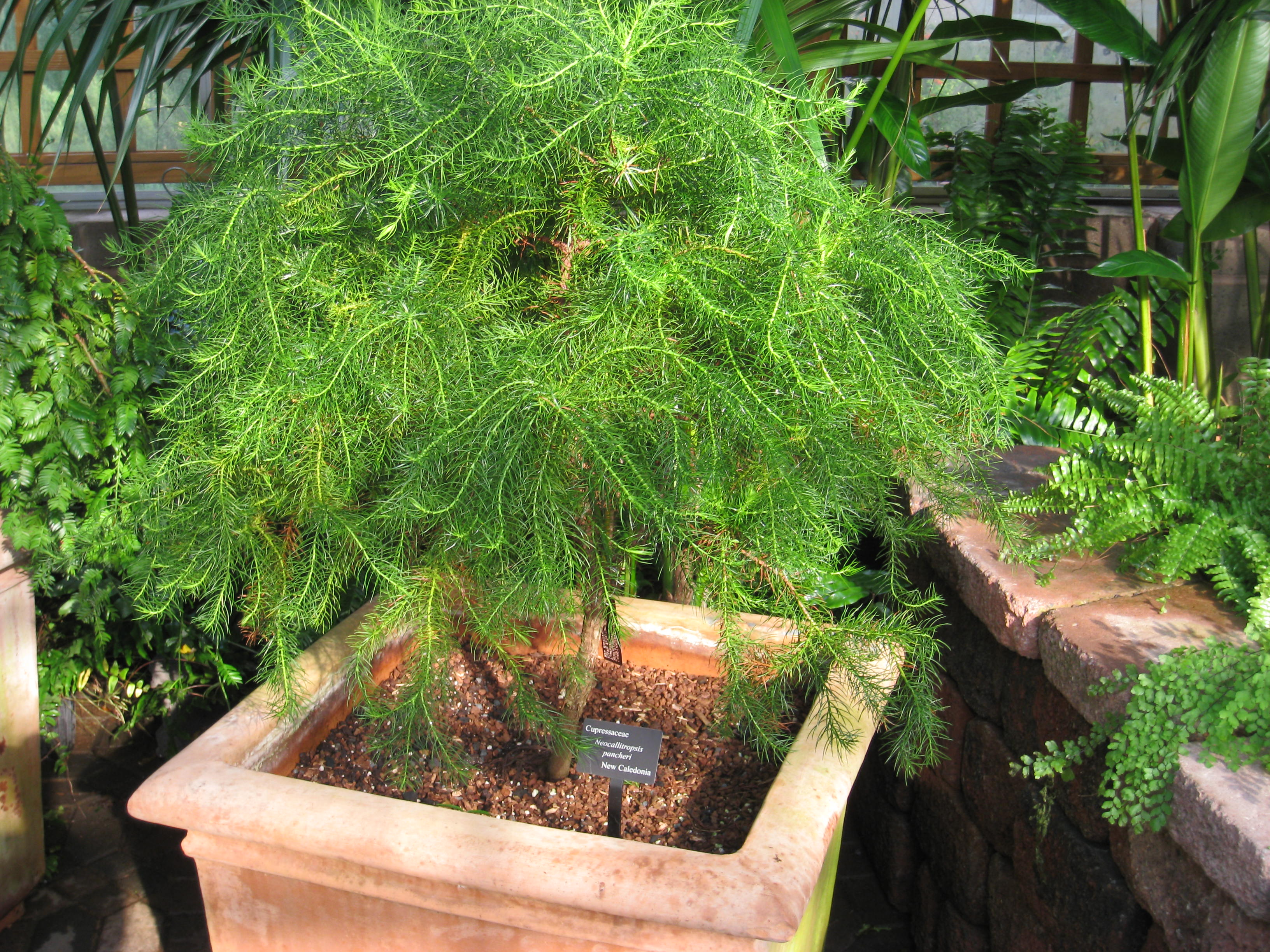
Vista de la planta

## Descripción
Se trata de un árbol conífero de hojas perennes que alcanza los 2.10 m de altura. Las hojas tienen forma de lezna, de 1 cm de largo, dispuestas en ocho filas en verticilos alternados de cuatro, en apariencia general, el follaje es superficialmente similar a algunas especies de Araucaria, aunque están sólo muy lejanamente relacionadas. Neocallitropsis es dioica, con distintos árboles masculinos y femeninos, los conos con semillas tienen 1.5-2 cm de largo, con ocho escamas leñosas dispuestas en dos verticilos de cuatro.

## Taxonomía
Neocallitropsis pancheri fue descrita por (Carrière) de Laub. y publicado en Flore de la Nouvelle Calédonie et Dépendances 4: 161. 1977.
Sinonimia
- Eutacta pancheri Carrière basónimo
- Callitropsis araucarioides Compton
- Neocallitropsis araucarioides ( Compton )Florin[3]